# Ortschaft Nord
Die Ortschaft Nord ist die größte der sieben Ortschaften der kreisfreien Stadt Salzgitter in Niedersachsen.

## Geografie
Die Ortschaft Nord grenzt im Norden an den Landkreis Peine mit der Gemeinde Lengede, im Nordosten an die Ortschaft Nordost, im Osten an die Ortschaft Ost, im Süden an die Ortschaft West und im Westen an die Ortschaft Nordwest.

### Gliederung
Die Ortschaft Nord setzt sich aus folgenden vier Stadtteilen der Stadt Salzgitter zusammen.
| Stadtteil       | Einwohnerzahl (Dezember 2024) | Fläche in km² | Bevölkerungsdichte in Einw./km² |
| --------------- | ----------------------------- | ------------- | ------------------------------- |
| Bruchmachtersen | 772                           | 1,56          | 496                             |
| Engelnstedt     | 740                           | 4,48          | 165                             |
| Lebenstedt      | 46.142                        | 13,73         | 3361                            |
| Salder          | 1.382                         | 8,18          | 169                             |
| Ortschaft Nord  | 49.036                        | 27,95         | 1754                            |

Neben diesen vier Stadtteilen gehören folgende Siedlungen und Wohnplätze zur Ortschaft Nord:
- Fredenberg zu Lebenstedt
- Sukopsmühle zu Bruchmachtersen

### Bilder

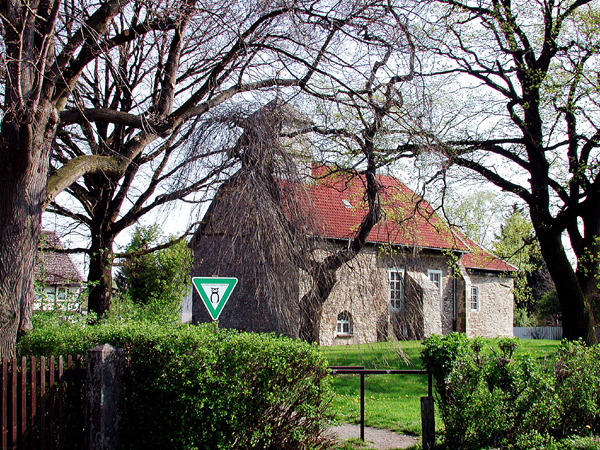
Kirche in Bruchmachtersen
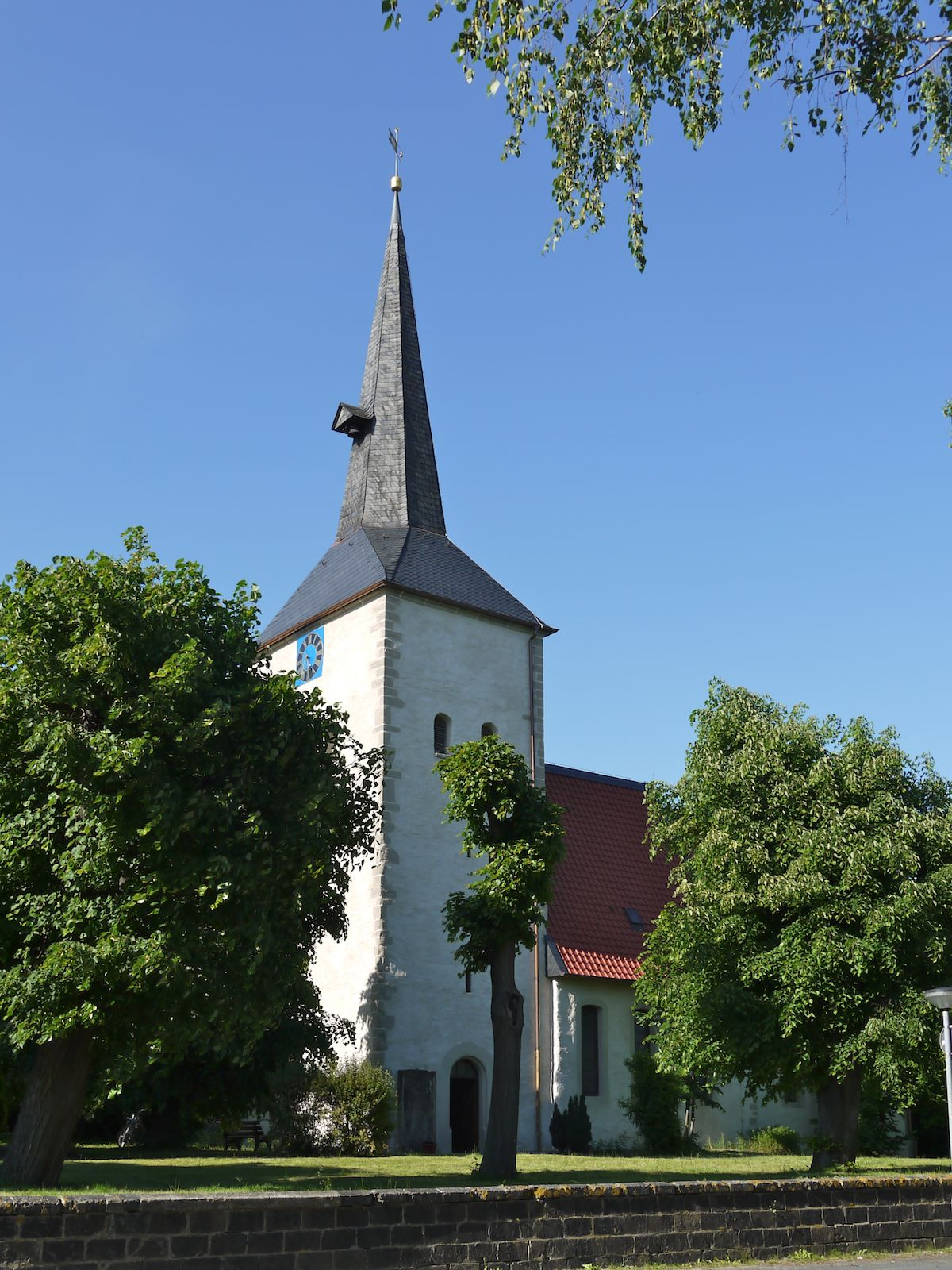
Kirche St. Cosmas und Damian in Engelnstedt
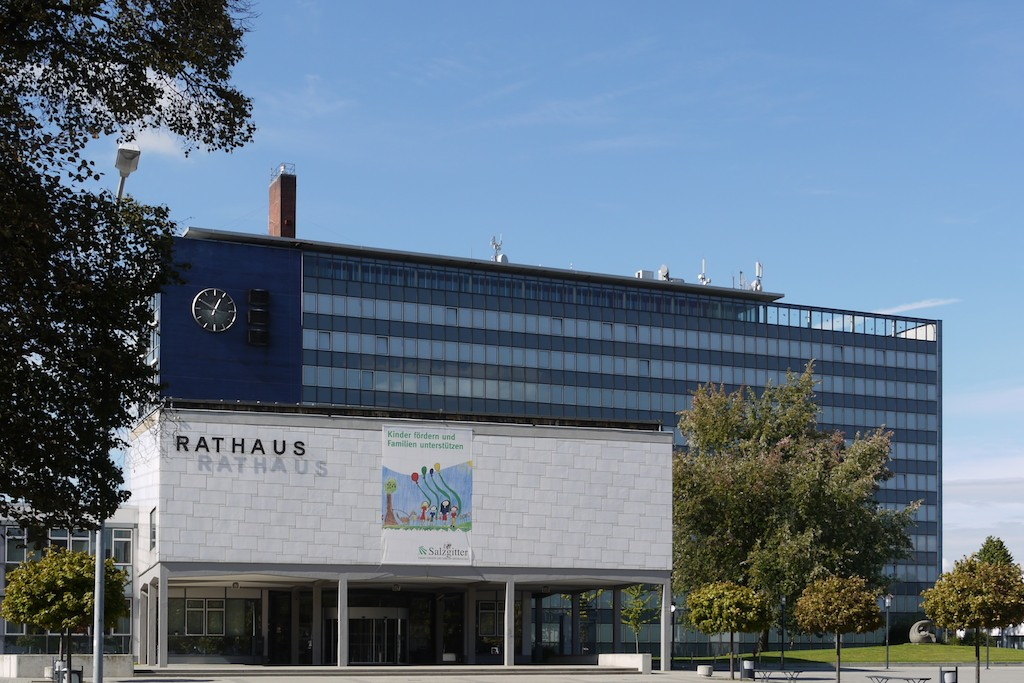
Rathaus der Stadt Salzgitter in Lebenstedt
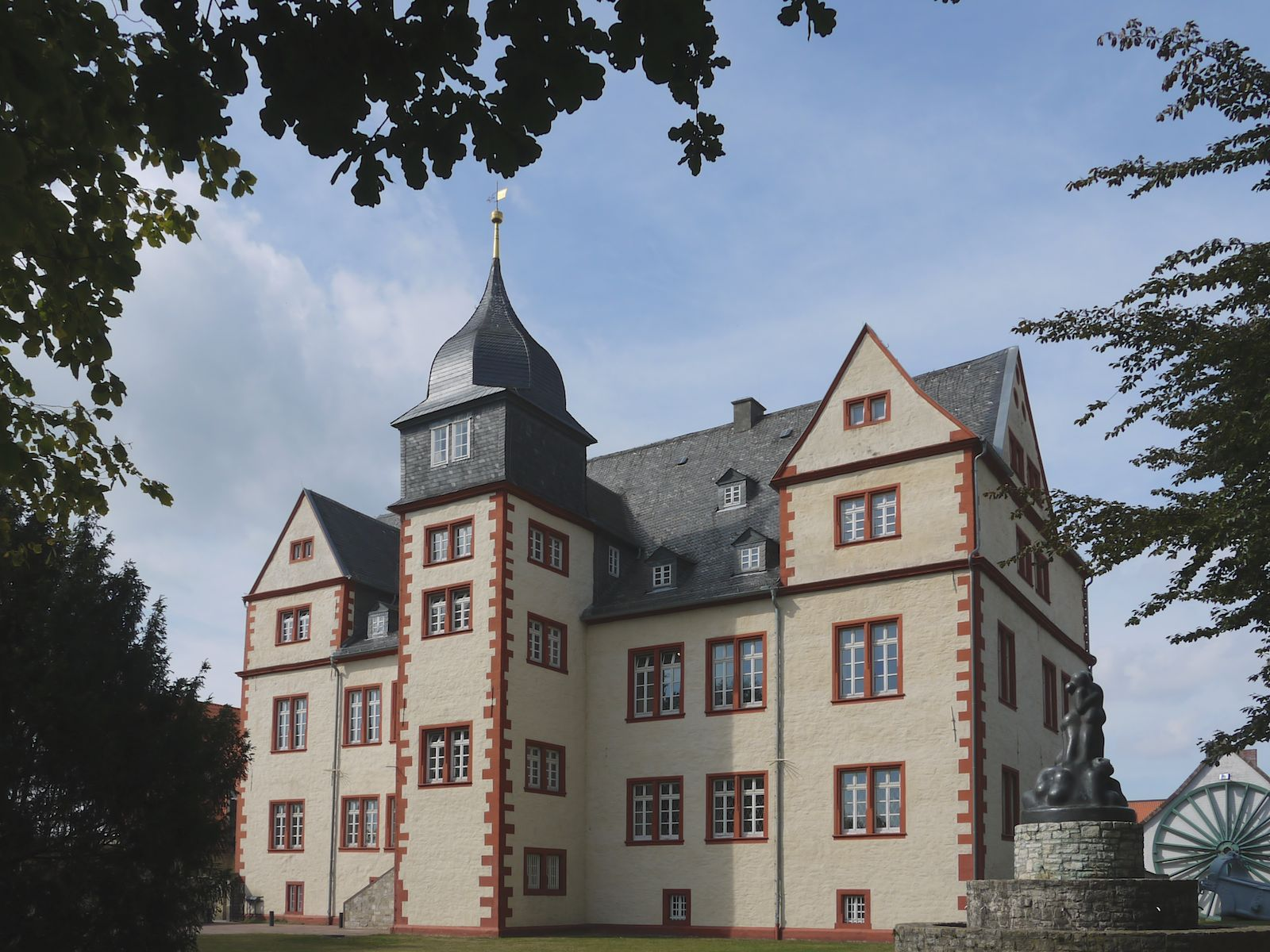
Schloss Salder
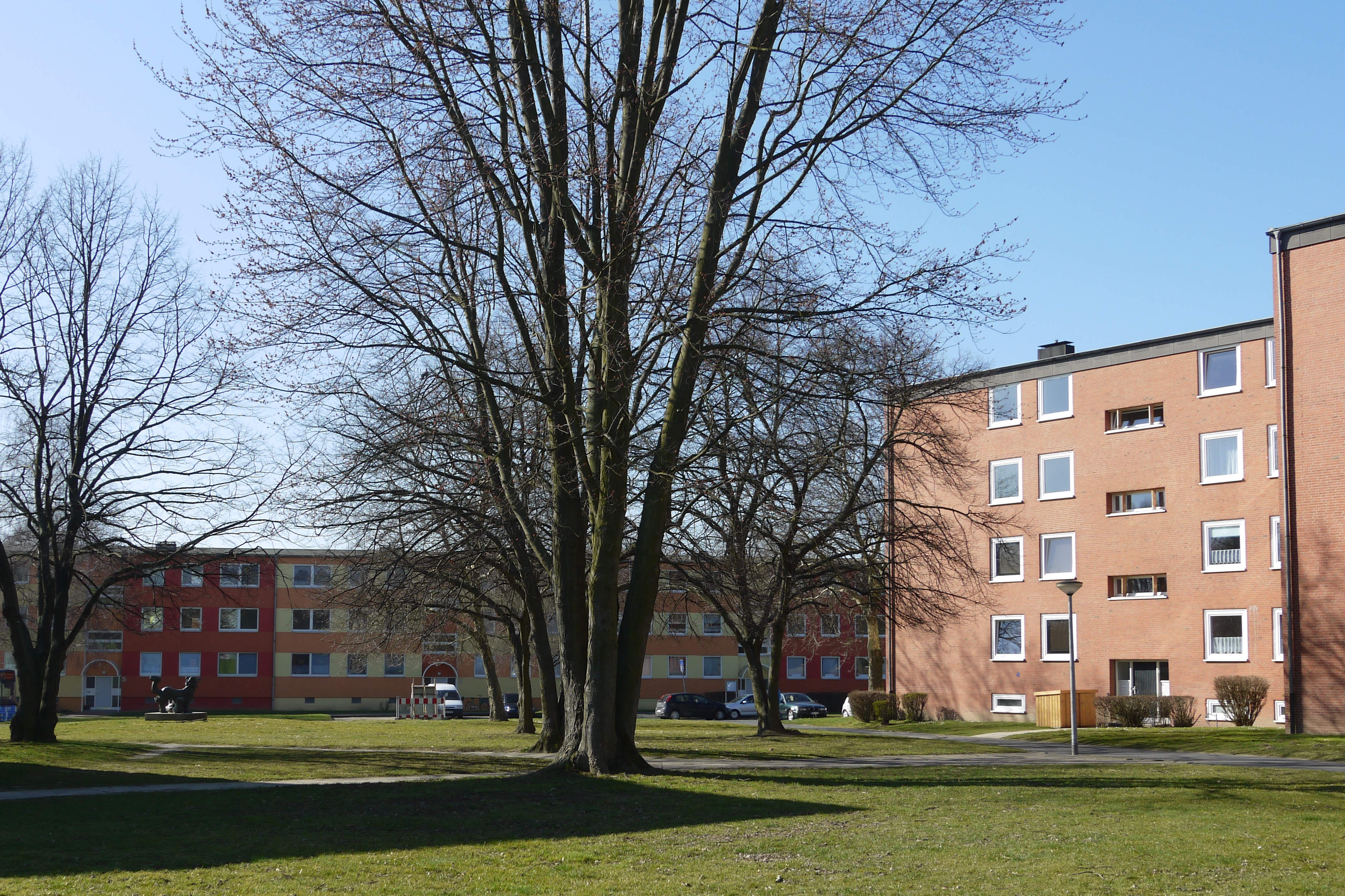
Wohngebiet in Fredenberg
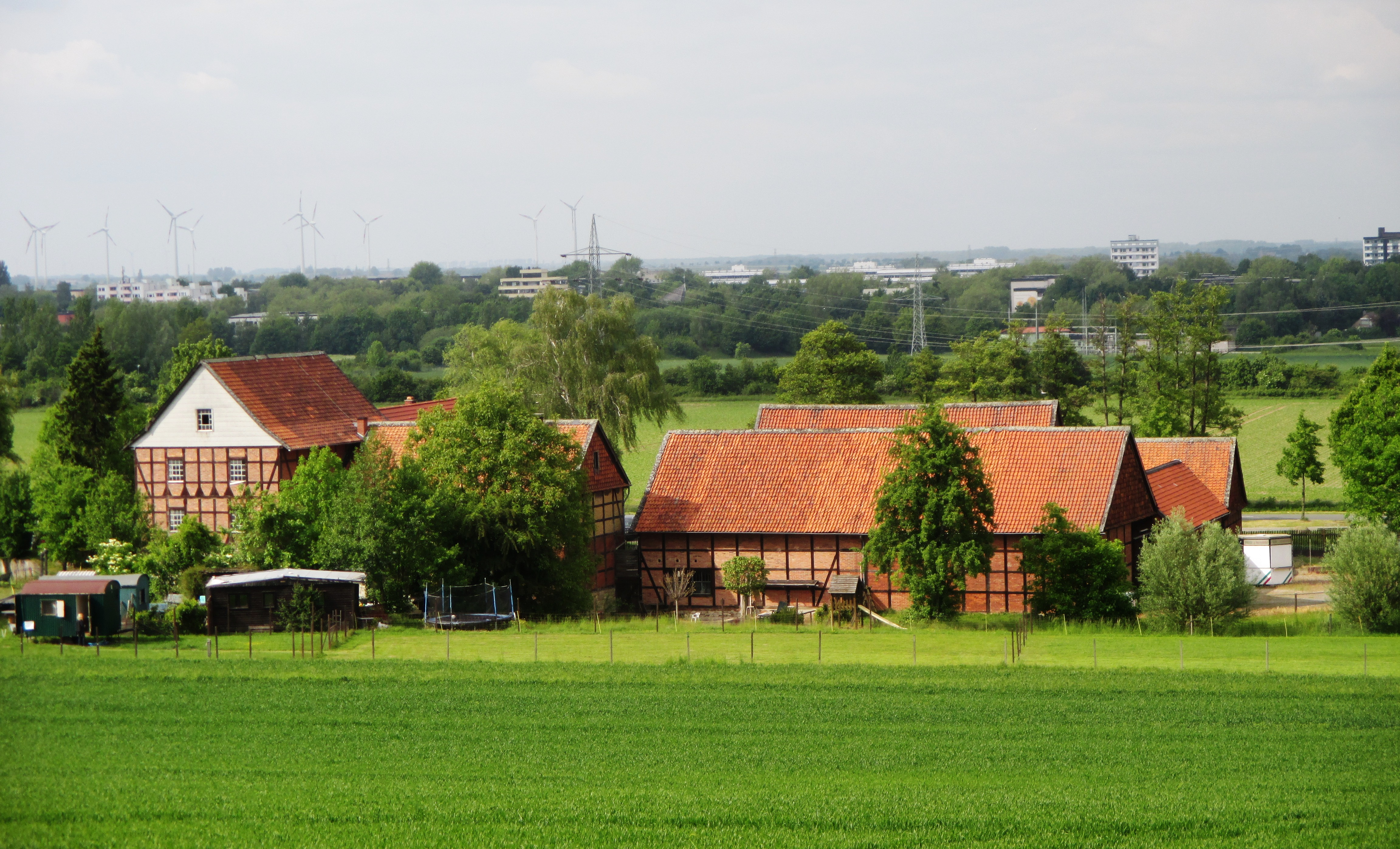
Obere Sukopsmühle

## Geschichte
Die Ortschaft Nord entstand gemeinsam mit den anderen sechs Ortschaften zum 1. Januar 1972, um die Anzahl der Ortsräte auf sieben zu reduzieren. Zuvor besaßen alle 29 damals zu Salzgitter gehörenden Stadtteile einen eigenen Ortsrat. Die erste Kommunalwahl fand noch im selben Jahr statt.

### Einwohnerentwicklung
Die Tabelle zeigt die Einwohnerzahlen einschließlich der Nebenwohnsitze jeweils zum 31. Dezember des entsprechenden Jahres.
| Ortschaft Nord – Bevölkerungsentwicklung seit 1985 | Ortschaft Nord – Bevölkerungsentwicklung seit 1985 | Ortschaft Nord – Bevölkerungsentwicklung seit 1985 | Ortschaft Nord – Bevölkerungsentwicklung seit 1985 | Ortschaft Nord – Bevölkerungsentwicklung seit 1985 | Ortschaft Nord – Bevölkerungsentwicklung seit 1985 | Ortschaft Nord – Bevölkerungsentwicklung seit 1985                                                                    |
| Jahr                                               | Einwohner                                          | Jahr                                               | Einwohner                                          | Jahr                                               | Einwohner                                          | Entwicklung |
| -------------------------------------------------- | -------------------------------------------------- | -------------------------------------------------- | -------------------------------------------------- | -------------------------------------------------- | -------------------------------------------------- | --- |
| 1985                                               | 51.420                                             | 2000                                               | 51.514                                             | 2011                                               | 46.057                                             | Hier fehlt eine Grafik, die leider im Moment aus technischen Gründen nicht angezeigt werden kann. Wir arbeiten daran! |
| 1990                                               | 52.411                                             | 2001                                               | 51.122                                             | 2012                                               | 45.919                                             | Hier fehlt eine Grafik, die leider im Moment aus technischen Gründen nicht angezeigt werden kann. Wir arbeiten daran! |
| 1991                                               | 52.473                                             | 2002                                               | 50.469                                             | 2013                                               | 46.121                                             | Hier fehlt eine Grafik, die leider im Moment aus technischen Gründen nicht angezeigt werden kann. Wir arbeiten daran! |
| 1992                                               | 52.681                                             | 2003                                               | 49.634                                             | 2014                                               | 46.690                                             | Hier fehlt eine Grafik, die leider im Moment aus technischen Gründen nicht angezeigt werden kann. Wir arbeiten daran! |
| 1993                                               | 53.892                                             | 2004                                               | 48.968                                             | 2015                                               | 47.649                                             | Hier fehlt eine Grafik, die leider im Moment aus technischen Gründen nicht angezeigt werden kann. Wir arbeiten daran! |
| 1994                                               | 53.995                                             | 2005                                               | 48.493                                             | 2016                                               | 49.327                                             | Hier fehlt eine Grafik, die leider im Moment aus technischen Gründen nicht angezeigt werden kann. Wir arbeiten daran! |
| 1995                                               | 53.602                                             | 2006                                               | 48.148                                             | 2017                                               | 50.241                                             | Hier fehlt eine Grafik, die leider im Moment aus technischen Gründen nicht angezeigt werden kann. Wir arbeiten daran! |
| 1996                                               | 53.241                                             | 2007                                               | 47.487                                             | 2018                                               | 50.470                                             | Hier fehlt eine Grafik, die leider im Moment aus technischen Gründen nicht angezeigt werden kann. Wir arbeiten daran! |
| 1997                                               | 52.315                                             | 2008                                               | 47.012                                             | 2019                                               | 49.475                                             | Hier fehlt eine Grafik, die leider im Moment aus technischen Gründen nicht angezeigt werden kann. Wir arbeiten daran! |
| 1998                                               | 52.074                                             | 2009                                               | 46.485                                             | 2020                                               | 48.328                                             | Hier fehlt eine Grafik, die leider im Moment aus technischen Gründen nicht angezeigt werden kann. Wir arbeiten daran! |
| 1999                                               | 51.766                                             | 2010                                               | 46.236                                             | 2021                                               | 48.267                                             | Hier fehlt eine Grafik, die leider im Moment aus technischen Gründen nicht angezeigt werden kann. Wir arbeiten daran! |
| Quellen: Jahre 1985 bis 1992, Jahre 1993 bis 2021  |                                                    |                                                    |                                                    |                                                    |                                                    | Hier fehlt eine Grafik, die leider im Moment aus technischen Gründen nicht angezeigt werden kann. Wir arbeiten daran! |

## Politik
Wie alle Ortschaften verfügt die Ortschaft Nord über einen Ortsrat, aus dessen Reihen ein Ortsbürgermeister gewählt wird.

### Ortsrat
Der Ortsrat setzt sich aus 29 Ratsfrauen und Ratsherren zusammen. Dies ist laut Hauptsatzung der Stadt Salzgitter die festgelegte Anzahl für eine Ortschaft mit über 40.000 Einwohnern. Die aktuelle Legislaturperiode beginnt am 1. November 2021 und endet am 31. Oktober 2026.
Die Kommunalwahlen am 12. September 2021 ergaben die folgende Sitzverteilung:
| Ortsrat 2021Insgesamt 29 Sitze - Linke: 2 - SPD: 10 - Grüne: 3 - FW: 1 - MBS: 1 - FDP: 1 - CDU: 7 - AfD: 4 |

### Ortsbürgermeister
Ortsbürgermeister ist Werner Müller (SPD). Seine Stellvertreter sind Muzzafer Perik (SPD) und Hans Verstegen (CDU).

### Wappen
Jeder Stadtteil der Ortschaft Nord führt sein eigenes Wappen.

Bruchmachtersen
Engelnstedt
Lebenstedt
Salder